# Pseudocella wieseri
Pseudocella wieseri is een rondwormensoort uit de familie van de Leptosomatidae. De wetenschappelijke naam van de soort is voor het eerst geldig gepubliceerd in 1967 door Hope.